# Caligula salmoni
Caligula salmoni är en fjärilsart som beskrevs av Watson 1912. Caligula salmoni ingår i släktet Caligula och familjen påfågelsspinnare. Inga underarter finns listade i Catalogue of Life.